# Peter Bay
Peter Bay (født 15. juni 1955 i Aarhus) er en dansk skuespiller, manuskriptforfatter og filminstruktør. Peter Bay var oprindeligt medvirkende i teater- og musikgruppen 5 x Kaj og 5 X Far. Før dette 5 års arbejde i forskellige teatergrupper bl.a.: Solvognen, Teaterbutikken, Vester 6o mfl. 
Siden 2007 Eventmedarbejder i Børnehuset Buen, Hillerød Kommune. www.boernehusetbuen.dk

## Filmografi

### Som skuespiller
- Aftenlandet (1977)
- Elvis Hansen - en samfundshjælper (1988)
- Kajs fødselsdag (1990)

### Som instruktør og manuskriptforfatter.
- Splat. Tv fim med bl.a. Ulf Pilgaard. DR. 1994.
- Underholdningschefen - Tv film med bl.a. Erik Clausen og Ellen Hillingsøe. DR.1995
- Fede tider (1996) Novellefilm med biografdistribution. Med bl.a. Ken Vedsegaard, Sofie Gråbøl, Martin Brygmann mfl. Sofie Gråbøl  blev nomineret til en Bodil for rollen som Hannah.
- Surferne kommer  Novellefilm med biografdistribution med Mira Vanting, Mikkel Blaabjerg Poulsen, Hans Holtegaard mfl.
- Løjserne - Tv serie i 7 afsnit lavet for TV2 Zulu i 2000 med Martin Brygmann og Iben Hjejle i samtlige roller.
- Humørkort-stativ-sælgerens søn (2001) Med Thomas Bo Larsen, Annette Støvlbæk, Niels Olsen og Hella Joof mfl.
- Derudover et antal dokumentarfilm for Dr 1 og TV2, bl.a.: "Ungt Kød", "Æslet og Døden", "Striber", "Firbenede Pædagoger", "Sange Fra Buen" mfl.

### Som manuskriptforfatter
- Kajs fødselsdag (1990)
- Det forsømte forår (1993)
- Vildbassen (1994)
- Kun en pige (1995)
- Brødrene Mortens Jul - Tv-julekalender for TV2 med bl.a. Flemming Bamse Jørgensen.